# 2011年全港運動會羽毛球比賽
第三屆全港運動會羽毛球比賽（英語：The 3rd Hong Kong Games Badminton Competition），是2011年全港運動會其中一個運動比賽項目。是次比賽由2011年4月18日至2011年5月22日分別於5個體育館內進行。

## 組別
- 本賽事設男子單打、女子單打、男子雙打、女子雙打、混合雙打、男子團體及女子團體。[1]

## 比賽日期及場地
- 個人項目將於2011年4月18日至5月25日於順利邨體育館舉行
- 隊際項目將於以下地點舉行：
  - 港島區分組初賽將於2011年5月10日至5月15日於香港公園體育館舉行。
  - 九龍區分組初賽將於2011年4月13日至5月10日於順利邨體育館舉行。
  - 新界東區分組初賽將於2011年5月10日至5月16日於將軍澳室內單車場及體育館舉行。
  - 新界西區分組初賽將於2011年4月21日至5月10日於天瑞體育館舉行。
  - 八強賽至決賽將於2011年5月20日及5月22日分別於順利邨體育館及九龍公園體育館舉行。

| 照片 | 場地                     | 位置   | 賽事階段                                                 |
| ---- | ------------------------ | ------ | -------------------------------------------------------- |
|      | 香港公園體育館           | 金鐘   | 隊際項目港島區分組初賽                                   |
|      | 順利邨體育館             | 觀塘   | 所有個人項目 隊際項目九龍區分組初賽 隊際項目八強賽至決賽 |
|      | 將軍澳室內單車場及體育館 | 將軍澳 | 隊際項目新界東區分組初賽                                 |
|      | 天瑞體育館               | 天水圍 | 隊際項目新界西區分組初賽                                 |
|      | 九龍公園體育館           | 尖沙咀 | 隊際項目八強賽至決賽                                     |

## 年齡限制
- 參賽運動員年齡不限。 [1]

## 賽制

### 個人項目
- 每分區每項單打項目可提名2人，
- 每分區每項雙打項目可提名2隊(每隊2人)。 [1]

### 團體項目
- 每分區每項隊際項目可提名1隊(每隊最少7人，最多12人)。 每分區最多可提名40人。[1]

## 各項成績
| 項目     | 金牌                              | 银牌                                  | 铜牌                                  |
| 男子單打 | 鄧浩勤（沙田區）                  | 鄭建文（沙田區）                      | 伍家維（屯門區）                      |
| 女子單打 | 張櫻美（元朗區）                  | 張凱欣（屯門區）                      | 鄧穎彤（沙田區）                      |
| 男子雙打 | 吳礎鈞（元朗區） 余廣華（元朗區） | 唐家健（元朗區） 孫安羽（元朗區）     | 馬偉卿（沙田區） 黃國偉（沙田區）     |
| 女子雙打 | 楊雅婷（沙田區） 楊曉彤（沙田區） | 張倩瑜（九龍城區） 黃曉彤（九龍城區） | 龍翠姿（南區） 莫楊烯（南區）         |
| 混合雙打 | 馮善基（大埔區） 蔡月儀（大埔區） | 袁穗雄（荃灣區） 楊莉翎（荃灣區）     | 阮元健（九龍城區） 黃穎襄（九龍城區） |
| 男子團體 | 觀塘區                            | 九龍城區                              | 元朗區                                |
| 女子團體 | 元朗區                            | 九龍城區                              | 南區                                  |

## 外部連結
- 第三屆全港運動會官方網頁（中文）